# Стогов, Олег Валерьевич
Оле́г Вале́рьевич Сто́гов (род. 15 апреля 1965, Владимир) — советский и российский футболист. Мастер спорта СССР (с 1988 года). Окончил Хабаровский педагогический институт, Высшую школу тренеров.

## Карьера

### Клубная
Воспитанник владимирской ДЮСШ, первый тренер — Евгений Сергеевич Ликсаков. Выступать начал в 1984 году во 2-й зоне второй лиги в составе местного «Торпедо». Армейскую службу проходил в 1985—1987 годах в хабаровском СКА и ЦСКА. Отыграв вторую половину сезона-1987 в воронежском «Факеле», 7 следующих лет провёл в волгоградском «Роторе», вместе с которым стал серебряным призёром чемпионата России 1993 года. В 1995 году провёл 6 матчей в высшей лиге в составе нижегородского «Локомотива», после чего выступал в различных клубах первого и второго дивизионов. В 1997—1998 годах был одним из ключевых полузащитников в составе липецкого «Металлурга» (2 место в первой лиге 1997 г.). С 2000 года играл в тульском «Арсенале». 20 октября 2003 года провёл прощальный матч.

### Тренерская
В 2004 году Стогов стал главным тренером владимирского «Торпедо» и в первый же год привёл команду к победе в зоне «Запад» второго дивизиона, однако клуб из-за финансовых проблем был вынужден отказаться от повышения в классе. В конце 2006 года руководство команды приняло решение не продлевать контракт со ним из-за различия во взглядах на комплектование команды.
В начале января 2007 года Стогов собирался занять пост главного тренера в рязанском клубе «Спартак-МЖК», однако вместо этого подписал контракт с латвийской «Юрмалой», но уже в июне покинул клуб. 15 июля 2007 года возглавил «Ротор», подписав с клубом контракт на три года. В мае 2008 года был отправлен в отставку. С 21 апреля 2009 года — главный тренер в клубе «Рубин-2» Казань. С июля 2016 года тренер в клубе «Химки», де-факто осуществлял оперативное управление командой. 7 июня 2017 года, после получения необходимой лицензии, назначен главным тренером подмосковной команды. В начале сентября 2017 года, после 12 туров Первенства ФНЛ, в свете затянувшейся безвыигрышной серии команды, покинул пост главного тренера.
В конце 2018 года получил тренерскую лицензию категории Pro.
В июне 2020 года стал спортивным директором ФК «Муром». Чуть позднее стало известно, что специалист параллельно будет являться и главным тренером клуба.

## Достижения
- Чемпионат России (высшая лига): 2 место (1993).
- 3-е место в списке 33 лучших футболистов чемпионата России (1993).
- Первая лига СССР: 1-е место (1991), 2-е место (1988).
- Первая лига России: 2-е место (1997).
- Вторая лига России: 1-е место в зональном турнире (1996).
- Победа в составе сборной РСФСР на юношеском турнире «Переправа»: 1984[19][20].

## Личная жизнь
Сын Максим (1998 г. р.) — футболист «Мурома», ранее играл за молодёжные команды ФК «Химки» и ФК «Смоленск».